# Liste der Autorenbeteiligungen und Produktionen von Madeline Juno
Dies ist eine Übersicht über die Autorenbeteiligungen und Produktionen der deutschen Singer-Songwriter Madeline Juno, die als Autorin oft unter ihrem bürgerlichen Madeline Obrigewitsch geführt wird. Zu berücksichtigen ist, dass Hitmedleys, Remixe, Liveaufnahmen oder Neuaufnahmen des gleichen Interpreten nicht aufgeführt werden.

## #
| Jahr | Titel       | Interpret     | Komponist                   | Liedtexter                  | Produzent |
| ---- | ----------- | ------------- | --------------------------- | --------------------------- | --------- |
| 2022 | 99 Probleme | Madeline Juno | Grünes Häkchensymbol für ja | Grünes Häkchensymbol für ja |           |
| 2025 | 99 Probleme | Bosse         | Grünes Häkchensymbol für ja | Grünes Häkchensymbol für ja |           |

## A
| Jahr | Titel               | Interpret                   | Komponist                   | Liedtexter                  | Produzent |
| ---- | ------------------- | --------------------------- | --------------------------- | --------------------------- | --------- |
| 2016 | Allein zu zweit     | Flo Unger                   | Grünes Häkchensymbol für ja | Grünes Häkchensymbol für ja |           |
| 2022 | Alles schon okay    | Blinker feat. Madeline Juno | Grünes Häkchensymbol für ja | Grünes Häkchensymbol für ja |           |
| 2014 | Always This Way     | Madeline Juno               | Grünes Häkchensymbol für ja | Grünes Häkchensymbol für ja |           |
| 2022 | Ana                 | Gregor Hägele               | Grünes Häkchensymbol für ja | Grünes Häkchensymbol für ja |           |
| 2019 | Anfangen aufzuhören | Madeline Juno               | Grünes Häkchensymbol für ja | Grünes Häkchensymbol für ja |           |
| 2025 | Anomalie            | Madeline Juno               | Grünes Häkchensymbol für ja | Grünes Häkchensymbol für ja |           |
| 2014 | Another You         | Madeline Juno               | Grünes Häkchensymbol für ja | Grünes Häkchensymbol für ja |           |
| 2019 | Automatisch         | Madeline Juno               | Grünes Häkchensymbol für ja | Grünes Häkchensymbol für ja |           |

## B
| Jahr | Titel            | Interpret             | Komponist                   | Liedtexter                  | Produzent |
| ---- | ---------------- | --------------------- | --------------------------- | --------------------------- | --------- |
| 2022 | Bauchgefühl      | Julia Engelmann       | Grünes Häkchensymbol für ja | Grünes Häkchensymbol für ja |           |
| 2018 | Borderline       | Madeline Juno         | Grünes Häkchensymbol für ja | Grünes Häkchensymbol für ja |           |
| 2025 | Borderline       | Michael Patrick Kelly | Grünes Häkchensymbol für ja | Grünes Häkchensymbol für ja |           |
| 2016 | Broken           | Madeline Juno         | Grünes Häkchensymbol für ja | Grünes Häkchensymbol für ja |           |
| 2025 | Butterfly Effect | Madeline Juno         | Grünes Häkchensymbol für ja | Grünes Häkchensymbol für ja |           |

## C
| Jahr | Titel        | Interpret     | Komponist                   | Liedtexter                  | Produzent |
| ---- | ------------ | ------------- | --------------------------- | --------------------------- | --------- |
| 2025 | Center Shock | Madeline Juno | Grünes Häkchensymbol für ja | Grünes Häkchensymbol für ja |           |
| 2016 | Cliché       | Madeline Juno | Grünes Häkchensymbol für ja | Grünes Häkchensymbol für ja |           |

## D
| Jahr | Titel                    | Interpret                            | Komponist                   | Liedtexter                  | Produzent |
| ---- | ------------------------ | ------------------------------------ | --------------------------- | --------------------------- | --------- |
| 2014 | Day One                  | Madeline Juno                        | Grünes Häkchensymbol für ja | Grünes Häkchensymbol für ja |           |
| 2017 | DNA                      | Madeline Juno                        | Grünes Häkchensymbol für ja | Grünes Häkchensymbol für ja |           |
| 2014 | Do It Again              | Madeline Juno                        | Grünes Häkchensymbol für ja | Grünes Häkchensymbol für ja |           |
| 2017 | Drei Worte               | Madeline Juno                        | Grünes Häkchensymbol für ja | Grünes Häkchensymbol für ja |           |
| 2021 | Du fändest es schön      | Madeline Juno                        | Grünes Häkchensymbol für ja | Grünes Häkchensymbol für ja |           |
| 2024 | Du tust mir nicht gut :/ | Jumpa & Sampagne feat. Madeline Juno | Grünes Häkchensymbol für ja | Grünes Häkchensymbol für ja |           |
| 2017 | Durchsichtig             | Madeline Juno                        | Grünes Häkchensymbol für ja | Grünes Häkchensymbol für ja |           |

## E
| Jahr | Titel               | Interpret     | Komponist                   | Liedtexter                  | Produzent |
| ---- | ------------------- | ------------- | --------------------------- | --------------------------- | --------- |
| 2019 | Echo                | Maxé & Eli    |                             | Grünes Häkchensymbol für ja |           |
| 2014 | Ego You             | Madeline Juno | Grünes Häkchensymbol für ja | Grünes Häkchensymbol für ja |           |
| 2014 | Error               | Madeline Juno | Grünes Häkchensymbol für ja | Grünes Häkchensymbol für ja |           |
| 2025 | Error               | ClockClock    | Grünes Häkchensymbol für ja | Grünes Häkchensymbol für ja |           |
| 2022 | Es hat sich gelohnt | Madeline Juno | Grünes Häkchensymbol für ja | Grünes Häkchensymbol für ja |           |

## F
| Jahr | Titel           | Interpret     | Komponist                   | Liedtexter                  | Produzent |
| ---- | --------------- | ------------- | --------------------------- | --------------------------- | --------- |
| 2014 | Feel You        | Madeline Juno | Grünes Häkchensymbol für ja | Grünes Häkchensymbol für ja |           |
| 2023 | Fluch           | Becks         | Grünes Häkchensymbol für ja | Grünes Häkchensymbol für ja |           |
| 2017 | Für immer       | Madeline Juno | Grünes Häkchensymbol für ja | Grünes Häkchensymbol für ja |           |
| 2025 | Fuck Marry Kill | Madeline Juno | Grünes Häkchensymbol für ja | Grünes Häkchensymbol für ja |           |

## G
| Jahr | Titel         | Interpret     | Komponist                   | Liedtexter                  | Produzent |
| ---- | ------------- | ------------- | --------------------------- | --------------------------- | --------- |
| 2019 | Geliehen      | Madeline Juno | Grünes Häkchensymbol für ja | Grünes Häkchensymbol für ja |           |
| 2023 | Gewissenlos   | Madeline Juno | Grünes Häkchensymbol für ja | Grünes Häkchensymbol für ja |           |
| 2019 | Gib doch nach | Madeline Juno | Grünes Häkchensymbol für ja | Grünes Häkchensymbol für ja |           |
| 2017 | Gift          | Madeline Juno | Grünes Häkchensymbol für ja | Grünes Häkchensymbol für ja |           |
| 2019 | Grund genug   | Madeline Juno | Grünes Häkchensymbol für ja | Grünes Häkchensymbol für ja |           |

## H
| Jahr | Titel                  | Interpret                         | Komponist                   | Liedtexter                  | Produzent |
| ---- | ---------------------- | --------------------------------- | --------------------------- | --------------------------- | --------- |
| 2025 | Hab ich dir je gesagt… | Madeline Juno                     | Grünes Häkchensymbol für ja | Grünes Häkchensymbol für ja |           |
| 2017 | Halt mich fest         | Madeline Juno                     | Grünes Häkchensymbol für ja | Grünes Häkchensymbol für ja |           |
| 2016 | Herzchen               | Madeline Juno                     | Grünes Häkchensymbol für ja | Grünes Häkchensymbol für ja |           |
| 2016 | Hindsight              | Madeline Juno                     | Grünes Häkchensymbol für ja | Grünes Häkchensymbol für ja |           |
| 2021 | Hotel                  | Max Giesinger feat. Madeline Juno | Grünes Häkchensymbol für ja | Grünes Häkchensymbol für ja |           |

## I
| Jahr | Titel                  | Interpret                     | Komponist                   | Liedtexter                  | Produzent                   |
| ---- | ---------------------- | ----------------------------- | --------------------------- | --------------------------- | --------------------------- |
| 2020 | I’m Gone               | David Puentez                 | Grünes Häkchensymbol für ja | Grünes Häkchensymbol für ja |                             |
| 2021 | Ich schau nach oben    | Sotiria                       | Grünes Häkchensymbol für ja | Grünes Häkchensymbol für ja |                             |
| 2023 | Ich sterbe zuerst      | Madeline Juno                 | Grünes Häkchensymbol für ja | Grünes Häkchensymbol für ja |                             |
| 2016 | Ich wache auf          | Madeline Juno                 | Grünes Häkchensymbol für ja | Grünes Häkchensymbol für ja | Grünes Häkchensymbol für ja |
| 2014 | If This Was a Movie    | Madeline Juno                 | Grünes Häkchensymbol für ja | Grünes Häkchensymbol für ja |                             |
| 2023 | Immer an dich geglaubt | Lina Maly feat. Madeline Juno | Grünes Häkchensymbol für ja | Grünes Häkchensymbol für ja |                             |
| 2024 | In anderen Armen       | Ness feat. Madeline Juno      | Grünes Häkchensymbol für ja | Grünes Häkchensymbol für ja |                             |
| 2016 | In Farbe               | Madeline Juno                 | Grünes Häkchensymbol für ja | Grünes Häkchensymbol für ja | Grünes Häkchensymbol für ja |
| 2016 | Into the Night         | Madeline Juno                 | Grünes Häkchensymbol für ja | Grünes Häkchensymbol für ja |                             |

## J
| Jahr | Titel     | Interpret               | Komponist                   | Liedtexter                  | Produzent |
| ---- | --------- | ----------------------- | --------------------------- | --------------------------- | --------- |
| 2022 | Jalousien | ART feat. Madeline Juno | Grünes Häkchensymbol für ja | Grünes Häkchensymbol für ja |           |
| 2022 | Jedes Mal | Madeline Juno           | Grünes Häkchensymbol für ja | Grünes Häkchensymbol für ja |           |
| 2023 | June      | Becks                   | Grünes Häkchensymbol für ja | Grünes Häkchensymbol für ja |           |

## K
| Jahr | Titel                  | Interpret     | Komponist                   | Liedtexter                  | Produzent |
| ---- | ---------------------- | ------------- | --------------------------- | --------------------------- | --------- |
| 2016 | Kaleidoskop            | Avvah         | Grünes Häkchensymbol für ja | Grünes Häkchensymbol für ja |           |
| 2016 | Küss’ die kalten Jungs | Madeline Juno | Grünes Häkchensymbol für ja | Grünes Häkchensymbol für ja |           |

## L
| Jahr | Titel                   | Interpret                      | Komponist                   | Liedtexter                  | Produzent |
| ---- | ----------------------- | ------------------------------ | --------------------------- | --------------------------- | --------- |
| 2021 | Lass mich los           | Madeline Juno                  | Grünes Häkchensymbol für ja | Grünes Häkchensymbol für ja |           |
| 2024 | Lawine                  | Madeline Juno                  | Grünes Häkchensymbol für ja | Grünes Häkchensymbol für ja |           |
| 2016 | Less Than a Heartbreak  | Madeline Juno                  | Grünes Häkchensymbol für ja | Grünes Häkchensymbol für ja |           |
| 2025 | Liebe in Spiegelschrift | Madeline Juno                  | Grünes Häkchensymbol für ja | Grünes Häkchensymbol für ja |           |
| 2024 | Life Goals              | Madeline Juno                  | Grünes Häkchensymbol für ja | Grünes Häkchensymbol für ja |           |
| 2014 | Like Lovers Do          | Madeline Juno                  | Grünes Häkchensymbol für ja | Grünes Häkchensymbol für ja |           |
| 2025 | LiLiLiebe               | Mieze Katz feat. Madeline Juno | Grünes Häkchensymbol für ja | Grünes Häkchensymbol für ja |           |
| 2023 | Lovesong                | Madeline Juno                  | Grünes Häkchensymbol für ja | Grünes Häkchensymbol für ja |           |

## M
| Jahr | Titel                | Interpret                       | Komponist                   | Liedtexter                  | Produzent |
| ---- | -------------------- | ------------------------------- | --------------------------- | --------------------------- | --------- |
| 2025 | Mediocre             | Madeline Juno                   | Grünes Häkchensymbol für ja | Grünes Häkchensymbol für ja |           |
| 2022 | Medizin              | Becks                           | Grünes Häkchensymbol für ja | Grünes Häkchensymbol für ja |           |
| 2022 | Mehr von dir         | Mike Singer feat. Madeline Juno | Grünes Häkchensymbol für ja | Grünes Häkchensymbol für ja |           |
| 2014 | Melancholy Heartbeat | Madeline Juno                   | Grünes Häkchensymbol für ja | Grünes Häkchensymbol für ja |           |
| 2017 | Mein Herz tanzt      | Madeline Juno                   | Grünes Häkchensymbol für ja | Grünes Häkchensymbol für ja |           |
| 2024 | Mitte Zwanzig        | Madeline Juno                   | Grünes Häkchensymbol für ja | Grünes Häkchensymbol für ja |           |
| 2023 | Murphy’s Law         | Madeline Juno                   | Grünes Häkchensymbol für ja | Grünes Häkchensymbol für ja |           |

## N
| Jahr | Titel                                 | Interpret                                     | Komponist                   | Liedtexter                  | Produzent                   |
| ---- | ------------------------------------- | --------------------------------------------- | --------------------------- | --------------------------- | --------------------------- |
| 2021 | Neukölln                              | Madeline Juno                                 | Grünes Häkchensymbol für ja | Grünes Häkchensymbol für ja | Grünes Häkchensymbol für ja |
| 2019 | New York                              | Madeline Juno                                 | Grünes Häkchensymbol für ja | Grünes Häkchensymbol für ja |                             |
| 2024 | Nicht ich                             | Madeline Juno                                 | Grünes Häkchensymbol für ja | Grünes Häkchensymbol für ja |                             |
| 2016 | No Words                              | Madeline Juno                                 | Grünes Häkchensymbol für ja | Grünes Häkchensymbol für ja |                             |
| 2022 | Normal fühlen Normal fühlen (Akustik) | Madeline Juno Madeline Juno feat. Alex Lys    | Grünes Häkchensymbol für ja | Grünes Häkchensymbol für ja |                             |
| 2021 | November November (Akustik)           | Madeline Juno Madeline Juno feat. Esther Graf | Grünes Häkchensymbol für ja | Grünes Häkchensymbol für ja |                             |
| 2018 | Nüchtern                              | Madeline Juno                                 | Grünes Häkchensymbol für ja |                             |                             |
| 2021 | Nur kurz glücklich                    | Madeline Juno feat. Max Giesinger             | Grünes Häkchensymbol für ja | Grünes Häkchensymbol für ja |                             |
| 2025 | Nur kurz glücklich                    | Johannes Oerding                              | Grünes Häkchensymbol für ja | Grünes Häkchensymbol für ja |                             |
| 2023 | Nur zu Besuch                         | Madeline Juno                                 | Grünes Häkchensymbol für ja | Grünes Häkchensymbol für ja |                             |

## O
| Jahr | Titel        | Interpret     | Komponist                   | Liedtexter                  | Produzent |
| ---- | ------------ | ------------- | --------------------------- | --------------------------- | --------- |
| 2020 | Obsolet      | Madeline Juno | Grünes Häkchensymbol für ja | Grünes Häkchensymbol für ja |           |
| 2017 | Ohne Kleider | Madeline Juno | Grünes Häkchensymbol für ja | Grünes Häkchensymbol für ja |           |
| 2016 | On My Toes   | Madeline Juno | Grünes Häkchensymbol für ja | Grünes Häkchensymbol für ja |           |

## P
| Jahr | Titel                           | Interpret     | Komponist                   | Liedtexter                  | Produzent |
| ---- | ------------------------------- | ------------- | --------------------------- | --------------------------- | --------- |
| 2017 | Phantomschmerz                  | Madeline Juno | Grünes Häkchensymbol für ja | Grünes Häkchensymbol für ja |           |
| 2016 | Please Don’t Have Somebody Else | Madeline Juno | Grünes Häkchensymbol für ja | Grünes Häkchensymbol für ja |           |
| 2022 | Plot Twist                      | Madeline Juno | Grünes Häkchensymbol für ja | Grünes Häkchensymbol für ja |           |

## Q
| Jahr | Titel      | Interpret     | Komponist                   | Liedtexter                  | Produzent |
| ---- | ---------- | ------------- | --------------------------- | --------------------------- | --------- |
| 2016 | Quick Sand | Madeline Juno | Grünes Häkchensymbol für ja | Grünes Häkchensymbol für ja |           |

## R
| Jahr | Titel               | Interpret          | Komponist                   | Liedtexter                  | Produzent |
| ---- | ------------------- | ------------------ | --------------------------- | --------------------------- | --------- |
| 2016 | Remember the Rain   | Jamie-Lee Kriewitz | Grünes Häkchensymbol für ja | Grünes Häkchensymbol für ja |           |
| 2025 | Reservetank         | Madeline Juno      | Grünes Häkchensymbol für ja | Grünes Häkchensymbol für ja |           |
| 2016 | Restless            | Madeline Juno      | Grünes Häkchensymbol für ja | Grünes Häkchensymbol für ja |           |
| 2019 | Right Here with You | Max Bering         | Grünes Häkchensymbol für ja | Grünes Häkchensymbol für ja |           |

## S
| Jahr | Titel                       | Interpret                    | Komponist                   | Liedtexter                  | Produzent                   |
| ---- | --------------------------- | ---------------------------- | --------------------------- | --------------------------- | --------------------------- |
| 2024 | Sad Girl Shit               | Madeline Juno                | Grünes Häkchensymbol für ja | Grünes Häkchensymbol für ja |                             |
| 2016 | Safe Kind of Sadness        | Madeline Juno                | Grünes Häkchensymbol für ja | Grünes Häkchensymbol für ja |                             |
| 2016 | Salvation                   | Madeline Juno                | Grünes Häkchensymbol für ja | Grünes Häkchensymbol für ja |                             |
| 2014 | Same Sky                    | Madeline Juno                | Grünes Häkchensymbol für ja | Grünes Häkchensymbol für ja |                             |
| 2017 | Schatten ohne Licht         | Madeline Juno                | Grünes Häkchensymbol für ja | Grünes Häkchensymbol für ja |                             |
| 2025 | Schlimmster Mensch der Welt | Madeline Juno                | Grünes Häkchensymbol für ja | Grünes Häkchensymbol für ja |                             |
| 2019 | Schwarz weiß                | Madeline Juno                | Grünes Häkchensymbol für ja | Grünes Häkchensymbol für ja |                             |
| 2014 | Second Time Around          | Madeline Juno                | Grünes Häkchensymbol für ja | Grünes Häkchensymbol für ja |                             |
| 2019 | Sei wie du bist             | Sebastian Rätzel             | Grünes Häkchensymbol für ja | Grünes Häkchensymbol für ja |                             |
| 2014 | Six Cigarettes              | Madeline Juno                | Grünes Häkchensymbol für ja | Grünes Häkchensymbol für ja |                             |
| 2018 | So Strong                   | Madeline Juno                | Grünes Häkchensymbol für ja | Grünes Häkchensymbol für ja |                             |
| 2022 | Solange wir fahren          | Alex Lys feat. Madeline Juno | Grünes Häkchensymbol für ja | Grünes Häkchensymbol für ja |                             |
| 2021 | Sommer, Sonne, Depression   | Madeline Juno                | Grünes Häkchensymbol für ja | Grünes Häkchensymbol für ja |                             |
| 2025 | Sommer, Sonne, Depression   | Finch                        | Grünes Häkchensymbol für ja | Grünes Häkchensymbol für ja |                             |
| 2016 | Stadt im Hinterland         | Madeline Juno                | Grünes Häkchensymbol für ja | Grünes Häkchensymbol für ja | Grünes Häkchensymbol für ja |
| 2017 | Still                       | Madeline Juno                | Grünes Häkchensymbol für ja | Grünes Häkchensymbol für ja |                             |
| 2020 | Stuck on My Mind            | Ana Kohler                   | Grünes Häkchensymbol für ja | Grünes Häkchensymbol für ja |                             |
| 2016 | Stupid Girl                 | Madeline Juno                | Grünes Häkchensymbol für ja | Grünes Häkchensymbol für ja |                             |
| 2014 | Sympathy                    | Madeline Juno                | Grünes Häkchensymbol für ja | Grünes Häkchensymbol für ja |                             |

## T
| Jahr | Titel            | Interpret     | Komponist                   | Liedtexter                  | Produzent |
| ---- | ---------------- | ------------- | --------------------------- | --------------------------- | --------- |
| 2014 | The Unknown      | Madeline Juno | Grünes Häkchensymbol für ja | Grünes Häkchensymbol für ja |           |
| 2021 | Tu was du willst | Madeline Juno | Grünes Häkchensymbol für ja | Grünes Häkchensymbol für ja |           |

## U
| Jahr | Titel      | Interpret     | Komponist                   | Liedtexter                  | Produzent |
| ---- | ---------- | ------------- | --------------------------- | --------------------------- | --------- |
| 2020 | Über Dich  | Madeline Juno | Grünes Häkchensymbol für ja | Grünes Häkchensymbol für ja |           |
| 2017 | Unser Lied | Madeline Juno | Grünes Häkchensymbol für ja | Grünes Häkchensymbol für ja |           |

## V
| Jahr | Titel                                             | Interpret                                    | Komponist                   | Liedtexter                  | Produzent                   |
| ---- | ------------------------------------------------- | -------------------------------------------- | --------------------------- | --------------------------- | --------------------------- |
| 2016 | Verlernt                                          | Madeline Juno                                | Grünes Häkchensymbol für ja | Grünes Häkchensymbol für ja | Grünes Häkchensymbol für ja |
| 2017 | Verlier mich in dir                               | Madeline Juno                                | Grünes Häkchensymbol für ja | Grünes Häkchensymbol für ja |                             |
| 2022 | Vermisse gar nichts Vermisse gar nichts (Akustik) | Madeline Juno Madeline Juno feat. Wilhelmine | Grünes Häkchensymbol für ja | Grünes Häkchensymbol für ja |                             |
| 2024 | Version von mir                                   | Madeline Juno                                | Grünes Häkchensymbol für ja | Grünes Häkchensymbol für ja |                             |
| 2023 | Versprich mir du gehst                            | Madeline Juno feat. 1986zig                  | Grünes Häkchensymbol für ja | Grünes Häkchensymbol für ja |                             |
| 2014 | Vertigo                                           | Madeline Juno                                | Grünes Häkchensymbol für ja | Grünes Häkchensymbol für ja |                             |
| 2020 | Vielleicht ist nicht genug                        | Franzi Harmsen                               | Grünes Häkchensymbol für ja | Grünes Häkchensymbol für ja |                             |
| 2017 | Von jetzt an                                      | Madeline Juno                                | Grünes Häkchensymbol für ja | Grünes Häkchensymbol für ja |                             |
| 2019 | Vor dir                                           | Madeline Juno                                | Grünes Häkchensymbol für ja | Grünes Häkchensymbol für ja |                             |
| 2025 | Vorsicht zerbrechlich                             | Madeline Juno                                | Grünes Häkchensymbol für ja | Grünes Häkchensymbol für ja |                             |

## W
| Jahr | Titel                   | Interpret                   | Komponist                   | Liedtexter                  | Produzent                   |
| ---- | ----------------------- | --------------------------- | --------------------------- | --------------------------- | --------------------------- |
| 2016 | Waldbrand               | Madeline Juno               | Grünes Häkchensymbol für ja | Grünes Häkchensymbol für ja | Grünes Häkchensymbol für ja |
| 2019 | Was bleibt              | Madeline Juno               | Grünes Häkchensymbol für ja | Grünes Häkchensymbol für ja |                             |
| 2024 | Was weiß ich schon      | Madeline Juno               | Grünes Häkchensymbol für ja | Grünes Häkchensymbol für ja |                             |
| 2025 | Was weiß ich schon      | Mieze Katz                  | Grünes Häkchensymbol für ja | Grünes Häkchensymbol für ja |                             |
| 2024 | Was zu verlieren        | Madeline Juno               | Grünes Häkchensymbol für ja | Grünes Häkchensymbol für ja |                             |
| 2019 | Wenn es dich gibt       | Madeline Juno               | Grünes Häkchensymbol für ja | Grünes Häkchensymbol für ja |                             |
| 2021 | Wenn es zu spät ist     | Franzi Harmsen              | Grünes Häkchensymbol für ja | Grünes Häkchensymbol für ja |                             |
| 2017 | Wenn ich angekommen bin | Madeline Juno               | Grünes Häkchensymbol für ja | Grünes Häkchensymbol für ja |                             |
| 2025 | What You Meant to Me    | Berre feat. Madeline Juno   | Grünes Häkchensymbol für ja | Grünes Häkchensymbol für ja |                             |
| 2018 | Wimpernschlag           | Patrikk feat. Madeline Juno | Grünes Häkchensymbol für ja | Grünes Häkchensymbol für ja |                             |
| 2023 | Wolke 8                 | Becks                       | Grünes Häkchensymbol für ja | Grünes Häkchensymbol für ja |                             |

## Y
| Jahr | Titel          | Interpret     | Komponist                   | Liedtexter                  | Produzent |
| ---- | -------------- | ------------- | --------------------------- | --------------------------- | --------- |
| 2016 | Yellow Car     | Madeline Juno | Grünes Häkchensymbol für ja | Grünes Häkchensymbol für ja |           |
| 2016 | You Know What? | Madeline Juno | Grünes Häkchensymbol für ja | Grünes Häkchensymbol für ja |           |
| 2016 | Youth          | Madeline Juno | Grünes Häkchensymbol für ja | Grünes Häkchensymbol für ja |           |

## Z
| Jahr | Titel           | Interpret     | Komponist                   | Liedtexter                  | Produzent |
| ---- | --------------- | ------------- | --------------------------- | --------------------------- | --------- |
| 2017 | Zeitlupe        | Madeline Juno | Grünes Häkchensymbol für ja | Grünes Häkchensymbol für ja |           |
| 2019 | Zu weit         | Mathea        | Grünes Häkchensymbol für ja | Grünes Häkchensymbol für ja |           |
| 2019 | Zu zweit allein | Madeline Juno | Grünes Häkchensymbol für ja | Grünes Häkchensymbol für ja |           |
| 2019 | Zurück zu mir   | Paula Douglas | Grünes Häkchensymbol für ja | Grünes Häkchensymbol für ja |           |